# Teodosio di Oria
Teodosio di Oria (Oria, IX secolo – Oria, 890 circa) è stato un vescovo italiano, venerato come santo dalla Chiesa cattolica il 30 agosto.

## Biografia
Si pensa che Teodosio sia stato educato a Oria da eremiti e monaci orientali e potrebbe essere stato un giovane cortigiano presso la corte imperiale di Costantinopoli. È stato suggerito che fosse romano o napoletano a causa del suo nome. Oria era all'epoca un'importante roccaforte dell'Impero bizantino, poiché proteggeva l'entroterra di Otranto, che era l'unico porto bizantino in Italia a quel tempo. A causa della sua relativa sicurezza, il vescovado di Brindisi fu trasferito a Oria intorno alla conquista araba di Brindisi nell'838. Sebbene la città di Oria fosse sotto il dominio bizantino, il vescovado seguiva il rito latino e la sottomissione completa al pontefice romano.
A un certo punto, Teodosio divenne vescovo di Brindisi e Oria, forse nominato dal papa dopo la fine dell'occupazione musulmana. Teodosio agì da mediatore nei conflitti tra Bizantini e Longobardi e tra le Chiese d'Oriente e d'Occidente. Fu inviato nell'884 come apocrisiarius da papa Adriano III a Costantinopoli per consegnare una lettera sinodale al patriarca Fozio sulla fede e il filioque. Teodosio sembra essere tornato mentre Adriano era ancora in vita, con molte ricchezze e probabilmente una comunicazione dell'imperatore Basilio I, per la quale fu ringraziato da papa Stefano V. Come ricompensa, ricevette alcune reliquie di Crisante e Daria per i quali eresse un luogo di culto che potrebbe essere stato il predecessore dell'attuale cattedrale.
Nell'887, convocò un sinodo locale in cui ricordò, tra le altre cose, ai suoi sacerdoti di rimanere celibi, forse in contrasto con i sacerdoti greci nelle regioni vicine. Gli atti del sinodo mostrano, in generale, che il clero locale rimase latino e romano.
Nello stesso periodo, depose le reliquie di san Barsanofio, un eremita di Gaza, in una cappella da lui costruita vicino alla porta Ebraica. C'è un'iscrizione che menziona l'evento nella cripta della chiesa di San Francesco da Paola, che fu poi costruita sopra la cappella.
La sua attività pastorale e edilizia non si concentrò solo a Oria; riuscì anche a ottenere da Benevento come dono del suo vescovo le reliquie di san Leucio di Brindisi, il fondatore della diocesi di Brindisi, trafugate dal duca Romualdo I di Benevento al tempo dell'invasione longobarda in Puglia (686): Teodosio costruì una basilica dedicata alle reliquie di questo santo, che si trovava sopra il martyrium originale. La basilica fu demolita nel XVIII secolo.

## Culto
Teodosio era considerato un patrono della sua città per la sua attività diplomatica e edilizia, e le sue gesta furono perpetuate nella storia e nella tradizione locale, in modo simile ad altri vescovi dell'epoca come Donato di Zara. 
Teodosio è venerato come santo nella Chiesa cattolica il 30 agosto.